# Kamysznoje (rejon lebiażjewski)
Kamysznoje (ros. Камышное) – wieś (sieło) w Rosji, w obwodzie kurgańskim, w rejonie lebiażjewskim. W 2010 liczyła 407 mieszkańców.